# Trigonometopus eborifacies
Trigonometopus eborifacies är en tvåvingeart som beskrevs av Shatalkin 1997. Trigonometopus eborifacies ingår i släktet Trigonometopus och familjen lövflugor. Inga underarter finns listade i Catalogue of Life.